# Lemelerveld
Lemelerveld és una població del municipi de Dalfsen i la província d'Overijssel, al centre-est dels Països Baixos. L'1 de gener del 2021 tenia 4.740 habitants. S'hi troba una àrea natural, el Lemelerberg (la muntanya de Lemele) que consisteix en bosc i landa.
El símbol de Lemelerveld és la remolatxa sucrera, perquè abans se'n menjava molta.